# Ria Valk
Ria Valk (Eindhoven, 11 febbraio 1941) è una cantante olandese, dedita principalmente ai generi pop, rock and roll (in lingua olandese) e levenslied e professionalmente in attività dalla fine degli anni cinquanta. Saltuariamente è stata anche conduttrice televisiva e attrice.
In carriera ha pubblicato oltre una ventina di album, il primo dei quali è El rancho grande del 1961.
Tra i suoi brani di maggiore successo, figurano Afscheid van 'n soldaat, Hou je echt nog van mij, Rocking Billy?,  Ik ben altijd bereikbaar, Ik ben zo bang van vliegen, Ik wil een cowboy als man, Janus pak me nog een keer, Jans Pommerans, Konijn, Leo, De liefde van de man gaat door de maag, De sheriff van Arkansas is een lady, Tommy uit Tennessee, Vrijgezellenflat, We hebben de feestneus van Toon gevonden, Zandvoort Olé, ecc.
Per quel che riguarda la sua attività di attrice, il suo ruolo principale è stato quello di Annie Kalkman nella serie televisiva Zeg 'ns Aaa (1986-1993).

## Biografia

### Vita privata
Ria Valk è nata ad Eindhoven l'11 febbraio 1941. È stata sposata con Herman de Keulenaar (scomparso nel 1980) ed ha una figlia di nome Monique. Risiede a Hilversum e saltuariamente ha abitato anche in Spagna.

## Discografia parziale

### Album
- El rancho grande (1961)
- Tunes van toen (1965)
- Ria Valk  (1966)
- Ria Valk-grand Gala Populair  (1967)
- In m'n vrijgezellenflat (1969)
- Vrijgezellenflat  (1969)
- Twaalf grote hits (1971)
- Ria Valk is gek  (1974)
- De liefde van de man gaat door de maag (1975)
- Iets bijzonders (1975)
- Showbizz (1977)
- 20 jaar Ria Valk (1979)
- Rocking Billy (1981)
- 30 jaar Ria Valk (1989)
- Leo (1995)
- Haar grootste hits (1996)
- 40 jaar Ria Valk (1999)
- Ria Valk is gek (deel 2) (2001)

## Filmografia parziale
- Zeg 'ns Aaa - serie TV (1986-1993)